# سباستین رامبرت
سباستین رامبرت (انگلیسی: Sebastián Rambert؛ زادهٔ ۳۰ ژانویهٔ ۱۹۷۴) بازیکن فوتبال اهل آرژانتین است.
از باشگاه‌هایی که در آن بازی کرده‌است می‌توان به باشگاه فوتبال ریور پلاته، باشگاه فوتبال آرسنال ساراندی، باشگاه فوتبال بوکا جونیورز، باشگاه فوتبال اینتر میلان، باشگاه فوتبال ایراکلیس ۱۹۰۸، باشگاه فوتبال رئال ساراگوسا، و باشگاه اتلتیکو ایندپندینته اشاره کرد.
وی همچنین در تیم ملی فوتبال آرژانتین بازی کرده‌است.